# شركة جوديير للإطارات والمطاط
شركة شركة جوديير للإطارات والمطاط هي شركة أمريكية لتصنيع الإطارات متعددة الجنسيات تأسست في عام 1898م بواسطة فرانك سيبرلنج ومقرها في آكرون، أوهايو. تقوم شركة جوديير بتصنيع إطارات السيارات والشاحنات التجارية والشاحنات الخفيفة والدراجات النارية وسيارات الدفع الرباعي وسيارات السباق والطائرات والمعدات الزراعية والآلات الثقيلة. أنتجت أيضًا إطارات دراجات منذ تأسيسها حتى عام 1976. اعتبارًا من عام 2017، تعد الشركة واحدة من أكبر أربع شركات لتصنيع الإطارات إلى جانب بريدجستون (اليابان) وميشلان (فرنسا) وكونتيننتال (ألمانيا).
تم تسمية الشركة بعد الأمريكي تشارلز جوديير، مخترع المطاط المفلكن. أصبحت إطارات Goodyear الأولى شائعة لأنها كانت قابلة للفصل بسهولة وتتطلب القليل من الصيانة. [بحاجة لمصدر]
يشتهر Goodyear أيضًا بـ Goodyear Blimp. على الرغم من أن Goodyear كانت تصنع المناطيد والبالونات منذ أوائل القرن العشرين، فقد طار أول منطاد إعلاني Goodyear في عام 1925. اليوم، هي واحدة من أكثر الرموز الإعلانية شهرة في أمريكا. الشركة هي المورد الأكثر نجاحًا للإطارات في تاريخ الفورمولا ون، مع المزيد من البدايات والفوز وبطولات الصانعين أكثر من أي مورد إطارات آخر. انسحبوا من الرياضة بعد موسم 1998. وهي المورد الوحيد للإطارات لسلسلة ناسكار.
جوديير هو مكون سابق في المتوسط الصناعي لداو جونز. افتتحت الشركة مبنى المقر العالمي الجديد في أكرون في عام 2013.